# 益田てつ
益田 てつ（ますだ てつ、1954年3月2日 - 2021年11月18日）は、日本の俳優・スーツアクター。熊本県出身。本名および旧芸名は益田 哲夫（ますだ てつお）。趣味は散歩・ドライブ、特技はスキューバダイビング。

## 略歴
- ジャパンアクションクラブ（JAC）初期から全盛期にかけてスタントマンとして活動。
- 後楽園ゆうえんち（現・東京ドームシティ）のヒーローショーにも参加し、ヒーロー役の声優などを務めた。

## 出演

### テレビドラマ
- 赤い絆 第25話（1978年、TBS）
- 柳生一族の陰謀 第1、2話（1978年、KTV）
- 大激闘マッドポリス'80（1980年、NTV）
- 特命刑事（1980年、NTV）
- ザ・ハングマン 第18話（1981年、ABC）
- 秘密のデカちゃん 第26話「秘密がバレて朝日署ぶっとぶ?!」（1981年） - 密売人・小野 役
- 太陽にほえろ!
  - 第450話（1981年、NTV）
  - 第558話（1983年、NTV）
- ひまわりの歌 第20話（1982年、TBS）
- 影の軍団シリーズ
  - 影の軍団III 第9話（1982年、KTV）
  - 影の軍団IV 第3話（1985年、KTV）
- 噂の刑事トミーとマツ 第98話（1982年、TBS） - 桃山組構成員(白スーツ) 役
- 激闘!カンフーチェン（1983年、YTV）
- ぐうたらママ（1983年、CX）
- 信長 KING OF ZIPANGU 第28話（1992年、NHK）
- 金曜エンタテイメント『顔に降りかかる雨』（1994年、CX）
- 月曜ドラマスペシャル Gメン'75スペシャル 帰って来た若獅子たち（2000年、TBS） - 警官 役
- はぐれ刑事純情派16 第4話（2003年、ANB）
- めだか 第9話（2004年、CX）
- 下北サンデーズ 第3話（2006年、EX）

### 特撮
- 人造人間キカイダー（1973年、NET） - ハカイダーのスーツアクター
- キカイダー01（1973 - 1974年、NET）
- コンドールマン（1975年、NET） - コンドールマンのスーツアクター
- アクマイザー3（1975 - 1976年、NET） - イビルのスーツアクター
- スーパー戦隊シリーズ（テレビ朝日）
  - 秘密戦隊ゴレンジャー（1975年 - 1977年） - アオレンジャーのスーツアクター[4]
  - ジャッカー電撃隊 第9話「7ストレート!! 地獄の必殺拳」（1977年6月4日） - 格闘家
  - バトルフィーバーJ（1979 - 1980年） - バトルフランスのスーツアクター[5]
  - 電子戦隊デンジマン（1980年 - 1981年）
    - 第13話「割れた虹色の風船」（1980年） - 藤村博士の助手

  - 太陽戦隊サンバルカン（1981 - 1982年）第18話「びっくり大スター」。※益田 哲夫名義[注釈 1]
  - 大戦隊ゴーグルファイブ（1982 - 1983年） - ゴーグルブラックのスーツアクター[要出典]
    - 第16話「レッド! 危機一髪」（1982年） - 海城火力発電所職員

  - 鳥人戦隊ジェットマン 第12話「地獄行バス」（1991年5月3日） - バスの乗客
  - 忍者戦隊カクレンジャー 第1話「忍者でござる!!」 - 第3話「アメリカン忍者」（1994年2月18日 - 3月4日） - 猿飛佐助
  - 超力戦隊オーレンジャー 第6話「強敵 頭脳マシン」（1995年4月7日） - 遠藤大佐
  - 電磁戦隊メガレンジャー第19話「打ちこめ！不屈の必殺パンチ」（1997年6月22日）
- 透明ドリちゃん（1978年、テレビ朝日）
  - 第12話「愛が守った約束」 - イナズマ団
  - 第17話「金色に光る犬」 - 作業員
- スパイダーマン（1978年 - 1979年、東京12チャンネル）
- メガロマン 第1話「燃えよ! 炎の超人」（1979年5月9日、フジテレビ） - インベーダー人間態
- メタルヒーローシリーズ（テレビ朝日）
  - 宇宙刑事ギャバン 第39話「学校から帰ったらぼくの家はマクー基地」（1983年1月21日） - クラッシャー人間態
  - 宇宙刑事シャリバン 第31話「みゆきは今？さまよえる幻のクリスタル」（1983年10月7日）
  - 巨獣特捜ジャスピオン 第28話「電子頭脳獣の必殺データー」（1985年11月8日） - アイガーマン
  - 機動刑事ジバン第21話「スズ虫・毒虫・ゲリラ虫」（1989年6月18日）
  - 特警ウインスペクター（1990年） - 死神モスの手下
    - 第13話「竜馬が死んだ!?」（4月29日）
    - 第14話「死神モスの逆襲!!」（5月6日）

  - 特救指令ソルブレイン 第11話「愛と復讐の挽歌」（1991年3月31日） - 真柴洋
  - 特捜エクシードラフト 第37話「復讐の爆走ロード」（1992年10月18日） - 柴田三郎
  - 特捜ロボ ジャンパーソン 第41話「突入 罠の決死圏」（1993年11月14日） - キル
  - ブルースワット 第2話「ロンリーバトル」（1994年2月6日） - 警備員
- 仮面ライダーシリーズ
  - 仮面ライダーBLACK（毎日放送）
    - 第11話「飢えた怪人たち」（1987年12月13日） - バードウォッチャー
    - 第41話「あぶない時間泥棒」（1988年7月24日） - 落ち武者

  - 仮面ライダーアギト 第45話（2001年、テレビ朝日）

### 映画
- 逆襲! 殺人拳（1974年） - 大和田剛の配下 ※益田 哲夫名義
- ヤマトタケル（1994年）

### 演劇
- 酔いどれ公爵（1985年） - ベルトラン